# Pierre Turquaise
La Pierre Turquaise ou Pierre Turquoise est une allée couverte située à Saint-Martin-du-Tertre,dans le département du Val-d'Oise. C'est la plus vaste et la plus célèbre de toutes les allées couvertes de la région parisienne devenue l'archétype des sépultures associées à la culture Seine-Oise-Marne.

## Localisation
Le monument s'élève dans une petite clairière du lot 63 de la forêt de Carnelle, à 110 m d'altitude, sur le coteau du ru de Presles, à 2 km au sud-est du centre du bourg de Presles, 2,5 km à l'ouest de celui de Saint-Martin-du-Tertre. Le GR 1 passe à proximité du site. La Pierre Turquaise est située à 200 m au nord-ouest du Menhir de Saint-Martin-du-Tertre et à peu de distance de l'allée couverte du Blanc Val (2 km au sud-ouest) et du dolmen de la Pierre Plate (4 km à l'ouest).

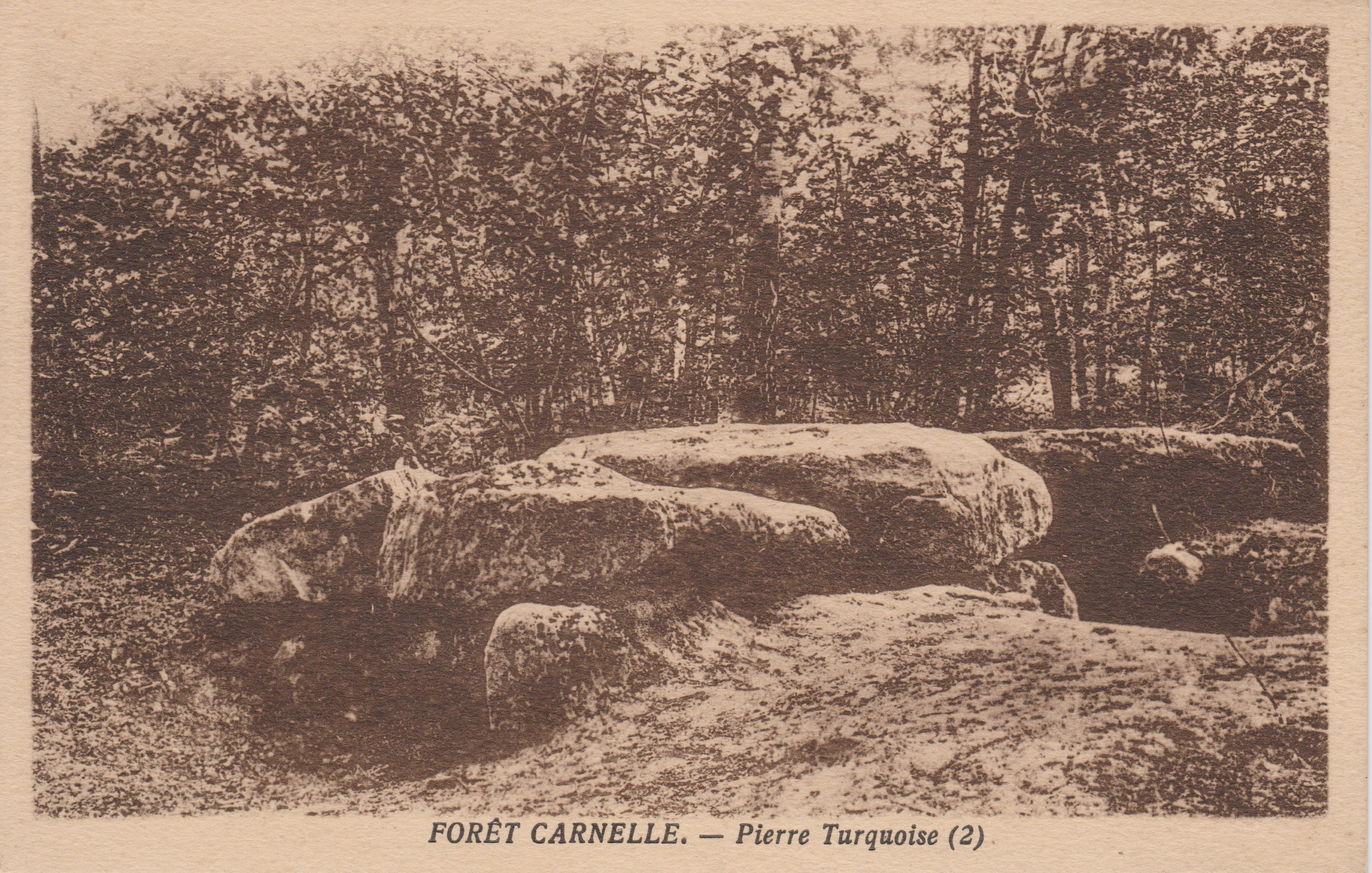
Le nom de Pierre Turquoise sur une carte du début du XX).

## Toponymie
L'origine du nom de Turquoise ou Turquaise est inconnue, mais ce dernier terme peut faire référence aux Turcs, assimilés ici aux païens et infidèles, une association parfois effectuée pour les sites antiques.

## Historique
En 1755, le site aurait été vidé et aménagé en chenil pour abriter les chiens de chasse du prince de Conti. Lors des travaux de restauration menés à la fin des années 1980, il sera constaté que « le monument a été totalement vidé et même surcreusé », probablement à cette période. Il servit ensuite de cabane pour les bûcherons. En 1842, menacé d'être débité en pavés pour aménager les rues de Paris, l'édifice échappe à la destruction grâce à l'intervention du préhistorien Alexandre Hahn. Ce dernier en donne une description en 1864, accompagnée d'un plan dressé par M. Mangeant, plan erroné qui sera repris et publié par P. de Mortillet en 1911 avant d'être rectifié par Adrien de Mortillet. En 1878, le curé de L'Isle-Adam, Jean-Baptiste Grimot, publie une notice à son sujet. À la fin du XIXe siècle, le monument connaît déjà une certaine célébrité et fait l'objet de nombreuses visites et publications.
Sa protection au titre des monuments historiques est décidée en 1874, confirmée en 1887 et 1900. Vers la fin de 1922, une partie de la table de couverture et le linteau de l'entrée s'effondrent. E. Giraud en entreprend une première restauration en 1930, restauration insuffisante puisqu'un nouvel effondrement se produisit. C'est à l'occasion de la deuxième restauration qui n'intervient qu'en 1969 que les sculptures du linteau sont découvertes.
Dans la nuit du 14 au 15 décembre 1985, le site est victime d'un attentat à l'explosif jamais revendiqué, qui l'endommage fortement, pulvérisant le linteau et soulevant plusieurs tables de couverture qui en retombant ont endommagé les orthostates. L'édifice bénéficie par la suite d'une campagne de restauration dirigée par les Monuments Historiques. Pour des raisons de sécurité, l'intérieur de l'allée couverte a été remblayé.

## Architecture
L'allée couverte mesure plus de 12 m de long pour environ 2,50 m de large en moyenne pour une hauteur de 2,20 m. La chambre mesure 10,60 m de long  sur 2,45 m de largeur et 1,90 m de hauteur. Elle est délimitée par une dalle de chevet et quatre orthostates sur chaque côté. L'ensemble est recouvert de 4 tables de couverture, dont une est fendue en trois parties.
| Dalle                                         | Longueur | Largeur | Épaisseur | Poids estimé |
| --------------------------------------------- | -------- | ------- | --------- | ------------ |
| Table no 1                                    | 2,30 m   | 3,50 m  | 0,40 m    | 8 t          |
| Table no 2                                    | 3,20 m   | 3,70 m  | 0,60 m    | 17,75 t      |
| Table no 3                                    | 2,90 m   | 3,80 m  | 0,60 m    | 16,5 t       |
| Table no 4                                    | 2,20 m   | 3,60 m  | 0,75 m    | 14 t         |
| Données : Inventaire des mégalithes de France |          |         |           |              |

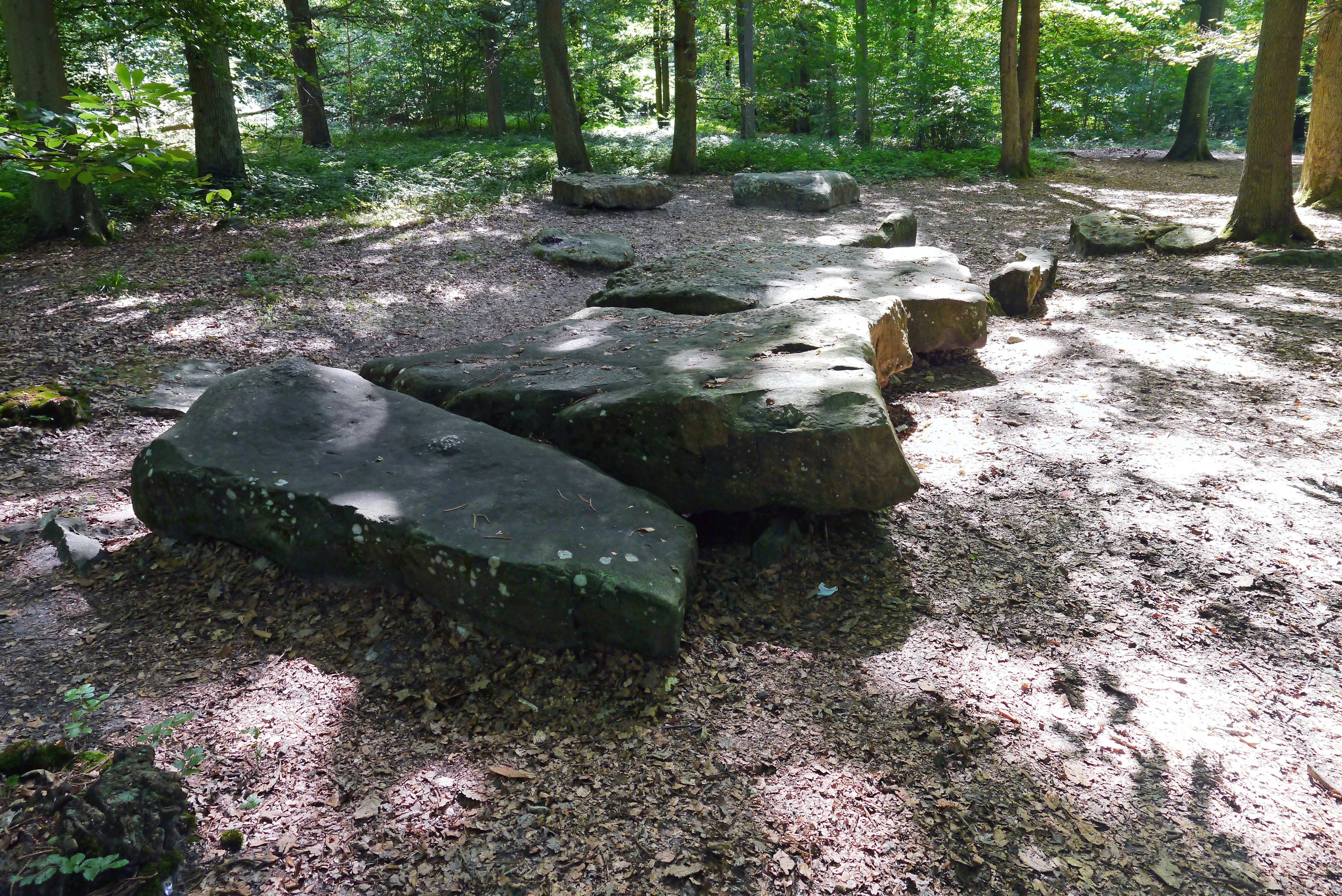
Vue des tables de couverture

L'antichambre mesure 2,42 m de long pour une largeur comprise entre 2,13 m et 2,65 m, ce qui en fait la plus grande de la région parisienne. Elle est délimitée par une dalle côté nord et deux dalles côté sud. En 1842, l'antichambre était encore recouverte d'une table (1,50 m à 2 m de longueur, 4 m de largeur, environ 9,5 t) disposée transversalement, fendue en trois parties inégales qui se sont effondrées par la suite.
L'entrée est un trilithe constitué de deux piliers plus larges (1,05 m) que hauts (0,80 m) surmontés d'un linteau (1,05 m de large) laissant une ouverture de 0,62 m de largeur sur 0,80 m de hauteur. 
Toutes les dalles sont en grès de Fontainebleau dont plusieurs affleurements sont visibles sur le coteau. Aucune trace d'un éventuel tumulus n'est visible mais son existence est probable puisque l'édifice n'est pas complètement enterré.

## Sculptures

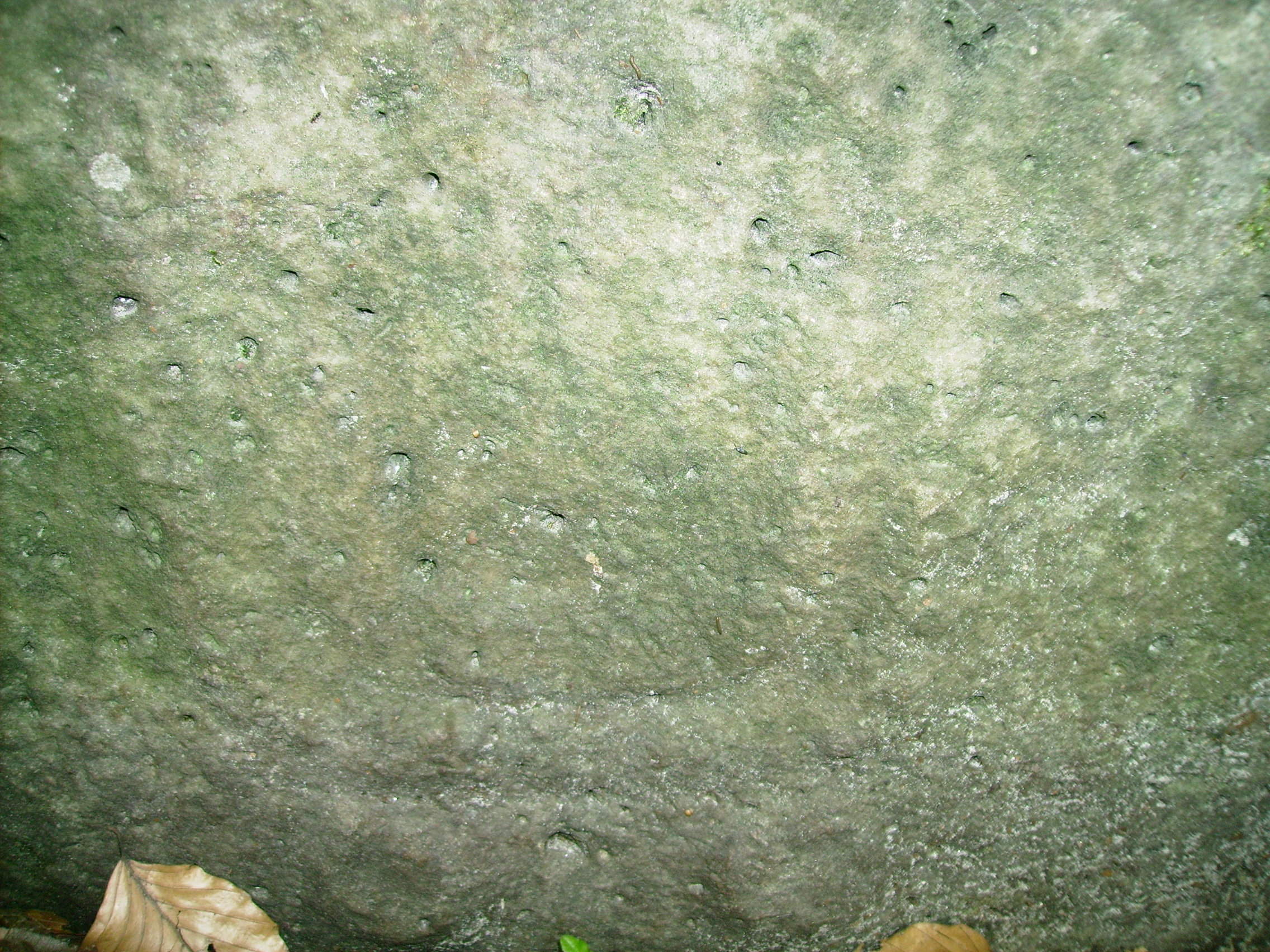
Bas-relief du pilier gauche.

Les deux piliers du trilithe d'entrée sont ornés de bas-reliefs. Le mieux conservé est situé sur le pilier gauche (au nord) à 13 cm du bord supérieur. « Ce bas-relief est composé d'un U en double trait, haut de 130 mm et large 180 mm sous lequel se détachent deux calottes sphériques, d'un diamètre de 55 mm alignées horizontalement ». Ces sculptures sont généralement interprétées comme un collier à double rang surmontant une paire de seins, figuration schématique de la déesse des morts.
La sculpture du pilier droit est très endommagée. « On y reconnait, à 350 mm du bord supérieur, deux seins de dimensions à peu près identiques à ceux du pilier gauche ». L'état de la sculpture ne permet pas une identification certaine. Ce trilithe fut gravement endommagé lors de l'explosion de 1985 « mais les figures sculptées sur les piliers n'ont pas été touchées ».

## Ossements et mobilier funéraire
Le seul mobilier funéraire connu provient de l'extérieur du monument, il a été retrouvé lors de nettoyages du site effectués par E. Giraud et G. Vacher entre 1925 et 1939. L'outillage découvert comprend quatre haches polies entières et une cinquième brisée aux deux extrémités, un affutoir en grès, divers grattoirs, un perçoir, une armature de flèche, un nucléus et deux lames en silex. Les éléments de parure retrouvés se composent d'une pendeloque en schiste, d'une dent de cheval percée et d'une perle en cuivre rouge.